# Dodartia orientalis
Dodartia orientalis är en tvåhjärtbladig växtart som beskrevs av Carl von Linné. Enligt Catalogue of Life ingår Dodartia orientalis i släktet Dodartia och familjen Mazaceae, men enligt Dyntaxa är tillhörigheten istället släktet Dodartia och familjen gyckelblomsväxter. Arten har ej påträffats i Sverige. Inga underarter finns listade i Catalogue of Life.